# Planodema similis
Planodema similis là một loài bọ cánh cứng trong họ Cerambycidae.